# Branimir de Croatie
« Prince Branimir » redirige ici. Pour les autres significations, voir Prince Branimir (homonymie).
 (janvier 2012).
Si vous disposez d'ouvrages ou d'articles de référence ou si vous connaissez des sites web de qualité traitant du thème abordé ici, merci de compléter l'article en donnant les références utiles à sa vérifiabilité et en les liant à la section « Notes et références ».
Le prince Branimir de Croatie a vécu au IXe siècle. Il a régné de 879 à 892. Pendant son règne, la Croatie côtière a renforcé et acquis son indépendance, reconnue par le pape Jean VIII en 879 par une lettre à l’évêque de Nin, alors capitale du dirigeant croate. Le 21 juillet 2007 une statue de quatre mètres de haut du prince Branimir a été placée à Nin à côté d'un pont en mémoire de la première reconnaissance de l'état croate.
Sa date exacte de décès ainsi que les circonstances exactes de son décès sont inconnues. Ce n'est que dans Iohannis Timerius bilealde que se trouve la légende que Branimir eut après un festin avec les émissaires francs de Charles III. a bu l'eau de l'Adriatique dans un désordre, sur lequel il pouvait affirmer le contrôle de Venise. Puis il est mort. Cette version renvoie déjà Erik Krznoski au royaume des légendes et a souligné les parallèles avec la mort du roi illyrien Agron en raison d'une consommation excessive d'alcool à l'occasion d'une victoire.

## Hommage
Depuis 1995, une distinction existe, ordre du Prince Branimir, décernée par la république de Croatie pour l'excellence dans la promotion de la Croatie dans les relations internationales.